# Erwin Franzkowiak
Erwin Franzkowiak (29. studenog 1894. – 19. ožujka 1980.) je bivši njemački hokejaš na travi. 
Osvojio je brončano odličje na hokejaškom turniru na Olimpijskim igrama 1928. u Amsterdamu igrajući za Njemačku. Na turniru je odigrao jedan susret. Igrao je na mjestu braniča.

## Vanjske poveznice
- Profil na Database Olympics